# Abominations of Desolation
Abominations of Desolation – album amerykańskiej grupy deathmetalowej Morbid Angel. Wydawnictwo zostało zarejestrowane w 1986 roku planowane jako debiutancki album grupy, ta niezadowolona z efektów nie opublikowała materiału aż do 2 września 1991 roku, kiedy płyta Abominations of Desolation ukazała się nakładem Earache Records, w dwa lata po wydaniu debiutanckiego albumu Morbid Angel zatytułowanego Altars of Madness. Nagrania zostały wyprodukowane przez Davida Vincenta, nim ten dołączył do zespołu jako basista i wokalista w 1988 roku.

## Lista utworów
Opracowano na podstawie materiału źródłowego.
| Nr | Tytuł utworu                      | Długość |
| -- | --------------------------------- | ------- |
| 1. | „The Invocation/Chapel of Ghouls” | 7:11    |
| 2. | „Unholy Blasphemies”              | 4:00    |
| 3. | „Angel of Disease”                | 5:35    |
| 4. | „Azagthoth”                       | 5:49    |
| 5. | „The Gate/Lord of All Fevers”     | 5:55    |
| 6. | „Hell Spawn”                      | 2:32    |
| 7. | „Abominations”                    | 4:20    |
| 8. | „Demon Seed”                      | 2:12    |
| 9. | „Welcome to Hell”                 | 4:56    |
|    |                                   | 42:30   |

## Twórcy
Opracowano na podstawie materiału źródłowego.
- Trey Azagthoth - gitara rytmiczna, gitara prowadząca, instrumenty klawiszowe
- Richard Brunelle - gitara rytmiczna, gitara prowadząca
- John Ortega - gitara basowa
- Mike Browning - wokal prowadzący, perkusja